# Mario Garín
Mario Garín Fernández né le 26 avril 1992 à Santander, est un joueur de hockey sur gazon espagnol. Il évolue au poste de gardien de but au Club de Campo Villa et avec l'équipe nationale espagnole.

## Carrière

### Coupe du monde
- Top 8 : 2014
- Premier tour : 2018[2],[3]

### Championnat d'Europe
- : 2019[4]
- Top 8 : 2013, 2015, 2021[5]